# NatGAS
Die natGAS Aktiengesellschaft ist ein in Potsdam ansässiges Energieversorgungsunternehmen. Tätigkeitsbereiche sind die Belieferung von Industrie, Stadtwerken und Weiterverteilern mit Erdgas und Strom sowie die Erbringung von Dienstleistungen. Der Umsatz betrug 2013 rund vier Milliarden Euro. Der Absatz belief sich auf 150 Terawattstunden Gas. Am 26. September 2019 stellte das Unternehmen einen Insolvenzantrag, das Verfahren wurde entsprechend eingeleitet. Am 1. Dezember 2019 wurde das Insolvenzverfahren eröffnet, nachdem kein Investor für die Fortführung des Geschäftsbetriebes gefunden werden konnte. Die Bilanzkreise – und damit auch das operative Geschäft – wurden zum 1. März 2020 geschlossen, nachdem alle Kunden der natGAS AG neue Lieferanten gefunden hatten.

## Positionierung im Markt
Mittlerweile ist das Unternehmen für rund 100 Stadtwerke und Weiterverteiler sowie mehrere hundert Industriekunden, darunter Konzerne, die im DAX gelistet sind, tätig. Neben Deutschland ist natGAS auch in Belgien, Frankreich, der Schweiz und Österreich vertreten.

## Geschichte
Die natGAS AG wurde im Jahr 2000 von unabhängigen Mineralölhändlern gegründet. Sie wollten auf diesem Weg die Chancen des sich langsam öffnenden Energiemarktes nutzen, um Kunden, die von Heizöl zu Erdgas gewechselt waren, zurückgewinnen zu können. Aufgabe von natGAS sollte sein, Erdgas zu beschaffen und durchzuleiten.
Mit der Zeit konnten neben den Aktivitäten für die Gründungsgesellschafter immer größere Industrieunternehmen und zunehmend auch Stadtwerke als Kunden gewonnen werden. Weitere Impulse kamen durch die Energiewende, die den Preisdruck bei der Energiebeschaffung erhöhte.

## Gesellschafter
Hinter natGAS stehen heute rund 100 Gesellschafter, von denen die Select Energy Trading GmbH, die Friedrich Scharr KG, sowie die Petrogem SA die größten sind. Vorstände sind David Schweizer und Jan-Hendrik Semkat, nachdem der langjährige Alleinvorstand Jörg Bauth am 18. Juni 2019 abberufen wurde.